# 戸塚ヨットスクール
戸塚ヨットスクール株式会社（とつかヨットスクール）は、愛知県名古屋市千種区にある企業。愛知県知多郡美浜町にある教育施設の戸塚ヨットスクールを運営している。校名は創始者の戸塚宏の名字からである。また、名称に「戸塚」とあることから、神奈川県横浜市戸塚区にあると誤解されることがある。1970年代後半から1980年代前半にかけて戸塚ヨットスクール事件が起きた。
2024年現在は胎教や0歳児を対象とした活動を行っている ほか、「戸塚ヨットスクールの訓練を受けることによって、癌やパーキンソン病、膠原病などありとあらゆる難病が治る」と宣伝している  。

## 概要

### 方針
1976年、ヨットマンの戸塚宏により「オリンピックで通用するような一流のヨットマンを育てる」という理想の下で設立される。

教育方針は校長の戸塚宏が提唱する「脳幹論」と称するものに基づいている。この「脳幹論」とは、「青少年の問題行動は、脳幹の機能低下により引き起こされる」という持論に基づき、「アトピーや喘息、出勤・登校拒否、引きこもり、癌なども、脳幹を鍛えることによって克服できる」と説くものである。しかし、それらの主張を裏付ける医学的根拠は存在せず、第三者による客観的・科学的な検証も不十分である。また、戸塚は医学の研究に携わったことはなく、医師や医学博士でもない。
戸塚の理論は、ヨットやウィンドサーフィンを通じて大自然の中で原始的な状況に直面せざるを得ない状況を作りだし、生徒たちに直面させることで脳幹に刺激を与え、戸塚が衰えたと考える脳幹の機能を回復させるというものである。これは、薬物やカウンセリング、周囲の思いやりというようなものだけでは治らない人間も存在し、それらだけでは教育荒廃は決して解決しないとの考えに基づく。戸塚の支援者である石原慎太郎は、この理論はオーストリアの動物行動学者であるコンラート・ローレンツが唱えたものであるとしている。
「人間が与えられた『生きる力』を100％開花させることに全力を注ぐ」ことをうたい、「基礎精神力を養う」ことを目的に、現在はウィンドサーフィンを使ったトレーニングを行っている。かつては4歳から80歳までの入校を受け入れていたが、現在は3歳～8歳までのジュニアのみ受け入れている。その理由として、戸塚は「（今の子は）本能がダメになっとる。（中略）小さい頃に叱られないと、罪悪感ができん。悪いことをしたときに大きな不快感が生じるようにしとかないかん。さあ悪いことをするぞといったときに、その罪悪感が出てくる。（中略）今の子供は叱られていないから、罪悪感が弱い。」また「反省ができん。それは恥を掻いてないからや。恥をかくのは非常に大事なことなんよ。でも今の教育委員会に聞いてみてごらん。恥をかかせるのは悪いことだというから。ちゃんちゃらおかしい。」と述べている。従前は校内には寮が併設されており、登校拒否、引きこもり、家庭内暴力、非行などの問題を抱えた生徒は合宿が原則となっていた。指導としての体罰は否定せず、「体罰を使えば期間を短縮できる」が、現状では「使いたいのですがなかなか使えない」としている。
合宿中は月曜の休み以外は毎日ウィンドサーフィンによる訓練が行われるが、嫌なことから逃避する癖の付いた大半の生徒は、様々な口実や時には巧みな嘘で逃げようとし、ほとんどの生徒が脱走を試みたという。この事実をあらかじめ想定し、対応しないと、生徒の嘘に幻惑され帰宅を許してしまい失敗すると説く。このため、家族には戸塚を信頼し、必ず指示に従うよう求める。

### 戸塚ヨットスクール事件
1970年代末から1980年代にかけて、スパルタ式と呼ばれる独自の指導により、不登校や引きこもりや家庭内暴力などの数多くの非行少年を矯正させたという触れ込みで、戸塚ヨットスクールはマスメディアに登場し話題となる。当時は校内暴力が社会問題化していたため、問題行動を繰り返す青少年の矯正を行えると自称した同スクールが注目されたものであった。
しかし、訓練中に生徒が死亡したり行方不明になったりした、いわゆる「戸塚ヨットスクール事件」が明るみに出た結果、1983年に傷害致死の疑いで捜査が行われ、校長の戸塚以下関係者15名が逮捕、起訴された。長年に及ぶ裁判の末、戸塚およびコーチらは有罪判決を受けた。校長の戸塚は懲役6年の実刑で服役した後、2006年4月29日に静岡刑務所を出所し、スクールの現場に復帰した。

### 復帰後の事件
2006年10月9日、25歳の訓練生の男性がスクール近くの沖合で水死体となって発見される事件が起きた。この男性は同月6日に失踪し行方不明となっていた。遺体に外傷はなかったため、事故死か自殺とみられている。
2009年10月19日、戸塚ヨットスクールの寮の3階から18歳の訓練生の女性が飛び降りて死亡する事件が発生した。女性は3日前に入所したばかりで、他の寮生・コーチと共に布団干しの作業中に約1.5メートルのコンクリート製の屋上のへりを乗り越え、路上に転落した。愛知県警半田署は自殺とみて捜査している。事件後、戸塚校長は「突発的だった。管理態勢に問題はなかったが、所属した生徒が亡くなったことには責任がある」と話した。
2010年12月20日、30代の訓練生の男性がスクール内の寮から転落し重傷を負う事件が発生。愛知県警半田署は事故と自殺未遂で調べていると報じられた。
2012年1月9日、スクール内の寮の前で頭から血を流して倒れている21歳の訓練生の男性が発見され、病院搬送後に死亡。「ヨットスクールの生活がつらく、このまま生きていくのもつらい」と書かれたメモがあったことから、飛び降り自殺と考えられている。

## 思想・信条
- 理性は創るものであり、あるものではない。『世界人権宣言』の第1条に、「人は生まれながらに…理性と良心とを付与されており…」とあるが、これはとんでもない誤りだ。「自由・権利・尊厳・平等」これらは創るものであって、あるものではない。「力」は正義だ。「力」を「暴力」と混同し、力そのものを否定してはいけない。力は群れのためにあり、自分のためにあるのではない[18]。
- 生理学者セリエは、「病気の種類に関係なく、病人には共通する”病人らしさ”がある」と指摘しており、同様に問題児にも共通した”問題児らしさ”がある。”問題児らしさ”は弱さだ。精神が決定的に弱い。トレーニングをしなかったために生じたものだ[18]。
- 「人間は平等ではない」と自覚した時、進歩しようとする。己をまず知らねば、進歩はなく、へたな平等主義は、進歩の芽を摘む[18]。
- 子供は褒めると進歩しない。本当のインテリとは、「知・情・意」のすべてが人より優れ、特に「知」において抜きん出ている人を指すが、日本の「インテリ」は「情・意」においては人並み以下、「知」は他人の知識の盗み取りに過ぎない。行動力がないのは、「情・意」が弱いためで「褒める教育」が、これに拍車をかけている。「褒める教育」は虚栄心も強くする。マスコミは、「インテリ」の集団だ。浮ついた教育論を人に押し付ける[18]。

## 民間療法
戸塚は、「ヨットスクールの訓練を受けることによって、癌やパーキンソン病、膠原病などありとあらゆる難病が治る」と繰り返し主張しており、戸塚の著書『熱論』には以下のような記述がある。
- すると出るわ出るわ、情緒障害児は病気の巣窟でした。肝機能障害、肝炎、腎炎、不整脈、白血球過多、白血球不足、慢性の頭痛、瞳孔反射異常、メニエール病と思われる耳鳴り、蓄膿症、アレルギー性鼻炎、扁桃腺肥大、膝蓋腱反射異常、血色素過少、胃・十二指腸潰瘍、潰瘍性大腸炎、関節リウマチ、若年糖尿病、小児喘息、アトピー性皮膚炎、ネフローゼ、パーキンソン病等々、難病を含め、ありとあらゆる病気が出てきました。それもほとんどの子供から出てくるのです、さらにびっくりしたのは、それらがトレーニング中に直ってしまうことです。
- スクール・トレーニングで膠原病が直った
- 癌と非行は同じ原因
- 癌は脳幹の虚弱、膠原病は脳幹の狂い、非行は脳幹と辺縁系の虚弱
- 癌も免疫系の逃げ
- 登校拒否や非行を直す方法で癌を直す

また、 戸塚ヨットスクールを支援する会の会報『ういんど』4号には「戸塚ヨットスクールは、ヨット訓練を通じて、情緒障害（登校拒否、家庭内暴力、非行、無気力など）やストレス症（自律神経失調症、アトピー性皮膚炎、ぜんそく、花粉症、がんなど）を直してきました。これらの成果はいずれも、これまでの教育学や医学の常識からすれば「信じられない」とされる画期的なものばかりです。このため、その成果を率直に認める人はまだ少数であり、反対に、黙殺したり、潰そうとしたりする人が多数を占めています。」、スクールのホームページには「膝蓋腱反射が出なかったり、瞳孔が縮まらなかったり、免疫が狂ったり、体温が低下しっぱなしだったりという、そういう脳幹で行われる情報処理が既におかしくなっている。それらがヨット訓練で直るならば、癌も直るだろうということで、取り組んだわけです。結果は上々です。」と記述されている。
日本児童青年精神医学会は2015年4月、「精神医学」2015年2月号に掲載された戸塚の講演録「私の脳幹論」について理事会声明を公表した。「私の脳幹論」では「恐怖を安定に持っていくトレーニングをすることで、子どもに『進歩の能力』が身につく」「発達障害と言われる人たちは、トレーニングで治る」等の主張がされている。同学会は戸塚の主張に対して「単に非科学的であるにとどまらず重大な人権侵害」と指摘し、講演録を無批判に掲載した「精神医学」の編集姿勢を批判している。
収録された講演は2014年11月28日に開催された第27回日本総合病院精神医学会総会内で行われた。日本児童青年精神医学会の理事会声明を受け、学会総会を開いた日本総合病院精神医学会は2015年5月、講演内の戸塚の主張に対し「精神医学の正しい理解に基づいたものではなく、本学会の見解とは全く相容れないことを全会一致で認定した」とする理事会声明を発表した。声明では「これまでと現在の戸塚氏の主張や立場を断じて容認しない」などと表明している。

## 更生施設としての関心
1989年に発覚した「女子高生コンクリート詰め殺人事件」の主犯格とされる元少年Aの証言が記されたルポルタージュ『かげろうの家』（著：横川和夫）によると、事件前に少年の母親が更生の一環として、戸塚ヨットスクールへの入校を検討していたとされる。
同書の記述によれば、母親は戸塚宏校長と連日電話でやりとりを行い、少年本人も戸塚校長と直接会話し、「君は、歩む道を間違っているが、ヨットに乗って更生しろ。入門しろ」と勧められたという。少年も一時は入校を決意したが、実際には入校は実現しなかったとされる。

## 胎教・0歳児教育
現在の戸塚ヨットスクールでは、家庭内暴力や登校拒否などといった情緒障害児とされる児童の入校は受け付けておらず、代わりに胎児や0歳児への教育を行っている。しかし、その教育方法について聞かれると、戸塚は「企業秘密」だと回答している。

## 陰謀論的主張

### 日本航空123便墜落事故
1985年に発生した日本航空123便墜落事故についての記事を拘留中に読んだ時の体験として、「マスコミは機体の尾翼が吹っ飛んだと報道していたが、実際に写真を見ると尾翼はついている。誰かが『尾翼が吹っ飛んだことで事故が起きた』と言えば、(マスコミは)それをそのまま事実として載せてしまう。検証をしない。」と発言している。

### GHQとバブル崩壊
2022年1月22日に行われた講演の中で、「日本を再び強くしないために、GHQが日本人男性の弱体化を図った」との見解を示し、1990年代初頭にバブル景気が崩壊したことに関しても「アメリカの策略」だと主張した。

### 電通
「電通から地上波の各局に、『戸塚宏を生で出演させた場合、電通はスポンサーをつけない』とお達しがいった」と主張している。

### 製薬会社・精神科
2009年に、戸塚ヨットスクールに入所していた女子生徒が自殺した際、自殺の原因を向精神薬の副作用によるものだとし、「異常行動の場合は必ず向精神薬の副作用として起こりますからその処方を行った精神科医にその責任があります。精神科にかかるのは児童相談所やカウンセラーの指示によるものですから彼らにも責任があります。さらにそういう状態の人間を作り上げたのは文部科学省ですから文部科学省にも責任があります。 そして、向精神薬を使うのは製薬会社の為なのですから製薬会社にも当然責任があります。 ここにおいて血液製剤により肝炎やHIVが広まってしまった構図と全く同一であることが解ります。 マスコミは当然このことを知っています。それなのになんとか現場の責任にしようとするのは大スポンサーである製薬会社、権威である精神科医、自分たちが作らせたカウンセラーそして教育荒廃の元凶である文部科学省を何とか守りたい、そのためには現場に責任を押しつけたいという願望の表れです。 国民を利する為に反権力であるべきマスコミが親権力となり国民の敵となっているのです。彼らも権力者の一角になってしまったからです。」「薬を処方した精神科医の責任ではないのですか。それなのにマスコミは決して精神科医を追求しようとしません。このマスコミの反国民の態度、親権力の態度が国民に不利益をもたらせます。年間３万人以上の自殺者の中で多数の人間が向精神薬を飲んでいることにより異常行動で死亡したと考えられます。それは遺書を書いていないことによっても推察出来ます。マスコミは必死になってその精神科医を守ろうとしています。それは大スポンサーである製薬会社の為でしょう。」などと主張した。

### お祭りの減少について
戸塚は、自身のYouTubeチャンネルで、「日本人がまとまることを恐れたアメリカが、地方のお祭りを無くした」との見解を示している。

## 新興宗教との関係

### オウム真理教
戸塚は、2020年にオウム真理教の後継団体であるひかりの輪代表の上祐史浩と二度にわたって対談を行ったほか、麻原彰晃の教えを「真理」だと評価しており、以下のような見解を示している。
- マスコミは「麻原彰晃が若者を洗脳した」と主張しているが、実際には、麻原彰晃は若者を洗脳したのではなく、リベラル思想に洗脳されていた若者の洗脳を解いたのである[36]。
- 麻原彰晃は修行をした過程で、真理を獲得している[37]。
- 真理を教えることによって、リベラルに洗脳されている若者を洗脳から解放することができる[38]。

また、 「理科系は天下の秀才であり、真理を理解することができる」とした一方、現在は麻原彰晃およびAlephに批判的な上祐氏(早稲田大学理工学部出身)については、「ただの偏差値秀才」「仲間を警察に売った裏切り者」「修行が足りない」と批判した。
2020年2月21日、ニコニコ動画に投稿された日本文化チャンネル桜の動画内での我那覇真子との対談の中でも、上記と同様の見解を示し、「オウム真理教は仏教」「仏教は科学」だと主張した。

### 統一教会
文鮮明の指示により、統一教会と国際勝共連合が出資して設立した団体、世界日報が発行している月刊ビューポイントの2011年9月号に、戸塚のインタビュー記事が掲載された。
WEB版のビューポイントには、「（ビューポイントの記者が）先日、戸塚ヨットスクールの創立37周年パーティーに出席する機会を得た。」というコラムが2013年11月25日に掲載された。

## 支援する会
戸塚ヨットスクールの教育・更生方針に賛同する支持者は、厳しい教育訓練のあり方、死亡事故の発生、歪曲された報道などのため、同スクールが様々な誤解と中傷に曝されてきたと主張。「戸塚ヨットスクールを支援する会」を組織し支援に当たっている。主要な支援者の中には石原慎太郎（会長）や伊東四朗などの著名人が含まれている。
勾留・収監中も戸塚はマスメディアに依頼された原稿の執筆活動や弁論雑誌への投稿、同スクール支援者団体を通じてのインターネット上での意見表明・コラム掲載などを行っており、支援団体サイト『教育再生!』には支援者による資料が掲載されている。

## 社会的影響
遭難行方不明・傷害致死事件が報じられてからは、戸塚ヨットスクールは世論から激しい非難を受けたが、テレビのバラエティ番組では「不謹慎ネタ」として扱われる傾向も見られた。戸塚自身もバラエティ番組にゲストとして出演したことがある。
戸塚ヨットスクール事件後1987年に現在の埼玉県秩父市にあった更生施設「不動塾」で起きた不動塾事件、1991年に広島県三原市の「風の子学園」で起きた風の子学園事件など、フリースクール、更生施設を装った施設にて入所者の傷害事件や死亡事件が相次いだ。また現在でも引きこもりやニートといった人たちを強引に連れ出す、引き出し屋なるものが社会問題化している。

## 講演「私の脳幹論」
戸塚は、2014年11月28日・29日に開催された「第27回日本総合病院精神医学会総会」において、「私の脳幹論」と題する講演を行った。
この中で戸塚は、「脳幹論」と「本能論」について、
- 「脳の構造が、脳幹部・辺縁系・新皮質と三段だから、やっぱり精神も3つに分かれますね」
- 「脳幹部で処理された情報が辺縁系へ来て、そこでまた細かく処理される」ことが「本能」
- 「本能論」とは「理性の目標を本能と一にする」ことであり、「本能と目的を違（たが）えてつくった理性は悪」

と説明し、
- 「恐怖の使い方が進歩するか落ちこぼれるかの境目」
- 「恐怖を安定に持っていくトレーニングをする」ことで、子どもに「進歩の能力」が身につく
- 「人にとって一番大きい恐怖というのは、生きるか死ぬかの時に発生する恐怖であるから、そのときに「生きよう」とする、そういう能力をつけてやればいい」

などと述べ、体罰によって訓練生へ恐怖を植え付けることの正当性を主張した。
また、
- 「幻覚がある場合、トレーニングをすれば統合失調症の場合は悪くなっていくから、それで判断でき、そのときに初めて、精神病として扱えばいい」

と述べ、精神疾患の診断と治療よりも戸塚の提唱する「トレーニング」が優先し、それによって症状が悪くなってから医療を受ければいいと主張した。
これに対して、日本児童青年精神医学会の理事会は、
- 戸塚氏が、戸塚ヨットスクール事件に至る理論的背景であった「脳幹論」を当時と変わらずに主張し、それがいまだに死傷者を出現させているにもかかわらず、恐怖を与えることの正当性を主張していることを、精神医学に携わる者は無批判のままに放置しておくべきではない。
- 「脳幹論」（「本能論」）自体が何ら医学的根拠を持つものではないにもかかわらず、医学雑誌である「精神医学」に無批判に「私の脳幹論」が掲載されたことは極めて問題
- 戸塚氏は、医療を提供する立場ではないが、「脳幹論」（「本能論」）に示される戸塚氏の考え方が、朝田氏が期待するように「これからの皆様の臨床の中で活かされることがあれば」、それは私たち精神医学の臨床現場への重大な破壊行為
- 戸塚宏氏は、「脳幹論」を掲げ続け、以前の戸塚ヨットスクール事件と同様の「トレーニング」を繰り返し、死傷者を出現させている。戸塚氏の講演録を無批判のまま医学雑誌に掲載することは、子どもの最大の利益に反するものであり、精神医療に携わる者にとって許されるものではない。

などとする声明を発表し、また、本講演の主催者である日本総合病院精神医学会の理事会も、
- 本学会理事会は、戸塚氏が過去の暴力による体罰とその重大な結果について何ら反省を示していないこと、用いられている疾患概念等は精神医学の正しい理解に基づいたものではないこと、したがってその内容は本学会の見解とは全く相容れないことを全会一致で認定した。
- このような講演が学会総会のみならず誌上で公にされ、結果として本学会が戸塚氏を支持しているかのような誤解を与えたことを遺憾とし、これまでおよび現在の戸塚氏の主張や立場を断じて容認しないことをあわせて表明するものである。本学会は、これまで通り「子どもたちに対するいかなる虐待も許さず、子どもの人権を守る」立場を堅持することを再確認し、総合病院における臨床実践を通して児童青年の精神健康の増進を図ることを宣言する。

などとする声明を発表した。

## 入校歴のある著名人
- 長谷川岳
- 須田哲夫
- 春風亭栄橋[47][注 1]
- 立川志らく（2日で脱走[47][注 2]）
- 立川談春[47][注 3]

## 関連作品

### 映画
- 『スパルタの海』（西河克己監督、伊東四朗主演、東宝東和配給、1983年）

ドキュメントドラマ形式のものであったが、上映の直前になって戸塚校長が逮捕されたため上映中止。その後戸塚が刑期終了したため、スクールを支援する団体が著作権を取得、2005年にビデオ化
- 『平成ジレンマ』（斎藤潤一監督、東海テレビ配給、2011年） - ドキュメンタリー

戸塚ヨットスクール事件から26年、現在の戸塚ヨットスクールに密着したドキュメンタリー映画。
2009年10月に屋上から投身自殺をした訓練生の3日前の生前映像と、事件後、ヨットスクール内で行われた葬儀の映像も入っている。
2010年5月に東海地方向けに放送されたテレビドキュメンタリー番組を劇場化したもので、未ビデオ化。だが、2015年にCS・チャンネルNECOにてテレビ初放送された。